# Данченко, Татьяна Евгеньевна
Татьяна Евгеньевна Данченко (род. 6 ноября 1971) — российский тренер по синхронному плаванию. Старший тренер сборной России по синхронному плаванию (дуэты, соло). Заслуженный тренер России. Мастер спорта международного класса.
Тренер-преподаватель государственного бюджетного образовательного учреждения дополнительного образования детей спортивной направленности «Физкультурно-спортивное объединение „Юность Москвы“». Бывшая синхронистка. Чемпионка СССР по синхронному плаванию, чемпионка Европы среди юниоров.
Подготовила семикратную олимпийскую чемпионку Светлану Ромашину, пятикратных олимпийских чемпионок Анастасию Давыдову, Наталью Ищенко, четырёхкратную олимпийскую чемпионку Анастасию Ермакову. Работала с трёхкратной олимпийской чемпионкой Марией Киселёвой.

## Олимпийские игры
Под руководством Данченко российские спортсменки завоевали золотые медали в соревнованиях дуэтов на пяти Олимпийских играх подряд.
| Игры                | Спортсменки                               | Место |
| ------------------- | ----------------------------------------- | ----- |
| Афины-2004          | Анастасия Давыдова / Анастасия Ермакова   | 1     |
| Пекин-2008          | Анастасия Давыдова / Анастасия Ермакова   | 1     |
| Лондон-2012         | Наталья Ищенко / Светлана Ромашина        | 1     |
| Рио-де-Жанейро-2016 | Наталья Ищенко / Светлана Ромашина        | 1     |
| Токио-2020          | Светлана Ромашина / Светлана Колесниченко | 1     |

## Чемпионаты мира и Европы
Татьяна Данченко, отвечающая в сборной команде России с 2001 года за подготовку дуэта и соло, привела спортсменок к 29 победам на чемпионатах мира и 21 победе на чемпионатах Европы.
| Чемпионат             | Спортсменки                                 | Дисциплина                   | Место |
| --------------------- | ------------------------------------------- | ---------------------------- | ----- |
| Чемпионат мира-2001   | Анастасия Давыдова / Анастасия Ермакова     | дуэт                         | 2     |
| Чемпионат Европы-2002 | Анастасия Давыдова                          | соло                         | 2     |
| Чемпионат Европы-2002 | Анастасия Давыдова / Анастасия Ермакова     | дуэт                         | 1     |
| Чемпионат мира-2003   | Анастасия Ермакова                          | соло                         | 2     |
| Чемпионат мира-2003   | Анастасия Давыдова /Анастасия Ермакова      | дуэт                         | 1     |
| Чемпионат Европы-2004 | Наталья Ищенко                              | соло                         | 2     |
| Чемпионат Европы-2004 | Анастасия Давыдова / Анастасия Ермакова     | дуэт                         | 1     |
| Чемпионат мира-2005   | Наталья Ищенко                              | соло                         | 2     |
| Чемпионат мира-2005   | Анастасия Давыдова /Анастасия Ермакова      | дуэт                         | 1     |
| Чемпионат Европы-2006 | Наталья Ищенко                              | соло                         | 1     |
| Чемпионат Европы-2006 | Анастасия Давыдова / Анастасия Ермакова     | дуэт                         | 1     |
| Чемпионат мира-2007   | Наталья Ищенко                              | соло, техническая программа  | 1     |
| Чемпионат мира-2007   | Наталья Ищенко                              | соло, произвольная программа | 2     |
| Чемпионат мира-2007   | Анастасия Давыдова / Анастасия Ермакова     | дуэт, техническая программа  | 1     |
| Чемпионат мира-2007   | Анастасия Давыдова / Анастасия Ермакова     | дуэт, произвольная программа | 1     |
| Чемпионат Европы-2008 | Наталья Ищенко                              | соло                         | 2     |
| Чемпионат мира-2009   | Наталья Ищенко                              | соло, техническая программа  | 1     |
| Чемпионат мира-2009   | Наталья Ищенко                              | соло, произвольная программа | 1     |
| Чемпионат мира-2009   | Анастасия Давыдова / Светлана Ромашина      | дуэт, техническая программа  | 1     |
| Чемпионат мира-2009   | Наталья Ищенко/ Светлана Ромашина           | дуэт, произвольная программа | 1     |
| Чемпионат Европы-2010 | Наталья Ищенко                              | соло                         | 1     |
| Чемпионат Европы-2010 | Наталья Ищенко / Светлана Ромашина          | дуэт                         | 1     |
| Чемпионат мира-2011   | Наталья Ищенко                              | соло, техническая программа  | 1     |
| Чемпионат мира-2011   | Наталья Ищенко                              | соло, произвольная программа | 1     |
| Чемпионат мира-2011   | Наталья Ищенко / Светлана Ромашина          | дуэт, техническая программа  | 1     |
| Чемпионат мира-2011   | Наталья Ищенко / Светлана Ромашина          | дуэт, произвольная программа | 1     |
| Чемпионат Европы-2012 | Наталья Ищенко                              | соло                         | 1     |
| Чемпионат Европы-2012 | Наталья Ищенко / Светлана Ромашина          | дуэт                         | 1     |
| Чемпионат мира-2013   | Светлана Ромашина                           | соло, техническая программа  | 1     |
| Чемпионат мира-2013   | Светлана Ромашина                           | соло, произвольная программа | 1     |
| Чемпионат мира-2013   | Светлана Ромашина / Светлана Колесниченко   | дуэт, техническая программа  | 1     |
| Чемпионат мира-2013   | Светлана Ромашина / Светлана Колесниченко   | дуэт, произвольная программа | 1     |
| Чемпионат Европы-2014 | Светлана Ромашина                           | соло                         | 1     |
| Чемпионат Европы-2014 | Дарья Коробова / Светлана Колесниченко      | дуэт                         | 1     |
| Чемпионат мира-2015   | Светлана Ромашина                           | соло, техническая программа  | 1     |
| Чемпионат мира-2015   | Наталья Ищенко                              | соло, произвольная программа | 1     |
| Чемпионат мира-2015   | Наталья Ищенко / Светлана Ромашина          | дуэт, техническая программа  | 1     |
| Чемпионат мира-2015   | Наталья Ищенко / Светлана Ромашина          | дуэт, произвольная программа | 1     |
| Чемпионат Европы-2016 | Светлана Ромашина                           | соло, техническая программа  | 1     |
| Чемпионат Европы-2016 | Наталья Ищенко                              | соло, произвольная программа | 1     |
| Чемпионат Европы-2016 | Наталья Ищенко / Светлана Ромашина          | дуэт, техническая программа  | 1     |
| Чемпионат Европы-2016 | Наталья Ищенко / Светлана Ромашина          | дуэт, произвольная программа | 1     |
| Чемпионат мира-2017   | Светлана Колесниченко                       | соло, техническая программа  | 1     |
| Чемпионат мира-2017   | Светлана Колесниченко                       | соло, произвольная программа | 1     |
| Чемпионат мира-2017   | Светлана Колесниченко / Александра Пацкевич | дуэт, техническая программа  | 1     |
| Чемпионат мира-2017   | Светлана Колесниченко / Александра Пацкевич | дуэт, произвольная программа | 1     |
| Чемпионат Европы-2018 | Светлана Колесниченко                       | соло, техническая программа  | 1     |
| Чемпионат Европы-2018 | Светлана Колесниченко                       | соло, произвольная программа | 1     |
| Чемпионат Европы-2018 | Светлана Колесниченко / Варвара Субботина   | дуэт, техническая программа  | 1     |
| Чемпионат Европы-2018 | Светлана Колесниченко / Варвара Субботина   | дуэт, произвольная программа | 1     |
| Чемпионат мира-2019   | Светлана Колесниченко                       | соло, техническая программа  | 1     |
| Чемпионат мира-2019   | Светлана Ромашина                           | соло, произвольная программа | 1     |
| Чемпионат мира-2019   | Светлана Ромашина / Светлана Колесниченко   | дуэт, техническая программа  | 1     |
| Чемпионат мира-2019   | Светлана Ромашина / Светлана Колесниченко   | дуэт, произвольная программа | 1     |
| Чемпионат Европы-2021 | Варвара Субботина                           | соло, произвольная программа | 1     |
| Чемпионат Европы-2021 | Светлана Ромашина / Светлана Колесниченко   | дуэт, техническая программа  | 1     |
| Чемпионат Европы-2021 | Светлана Ромашина / Светлана Колесниченко   | дуэт, произвольная программа | 1     |

## Награды
- Орден Александра Невского (1 июля 2022 года)[3].
- Орден Почёта (18 мая 2017 года).
- Орден Дружбы (12 апреля 2013 года).
- Медаль ордена «За заслуги перед Отечеством» I степени.
- Медаль ордена «За заслуги перед Отечеством» II степени.
- Почётная грамота Президента Российской Федерации (15 января 2010 года).
- Благодарность Президента Российской Федерации (23 января 2014 года).
- Орден «Гордость Нации».
- Орден Петра Великого I степени[4].